# Newton (cratera marciana)
A cratera Newton é uma grande cratera em Marte, com um diâmetro próximo a 300 km. Ela está localizada no equador do planeta na região intensamente craterizada de Terra Sirenum. O impacto que formou Newton ocorreu provavelmente há mais de 3 bilhões de anos. A cratera Newton contém crateras menores dentro de sua bacia e é particularmente notável pelas formações de ravinas, as quais presume-se serem indicativos de cursos d'água no passado. Vários canais existem nessa área; o que soma mais evidências para água líquida.
Esta cratera recebeu este nome em 1973 em honra a Sir Isaac Newton.

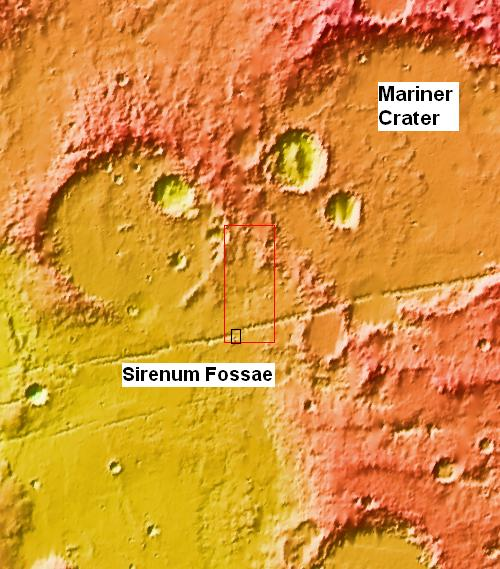
Imagem em contexto do MOLA para a série das três imagens seguintes de ravinas em uma cratera próxima.
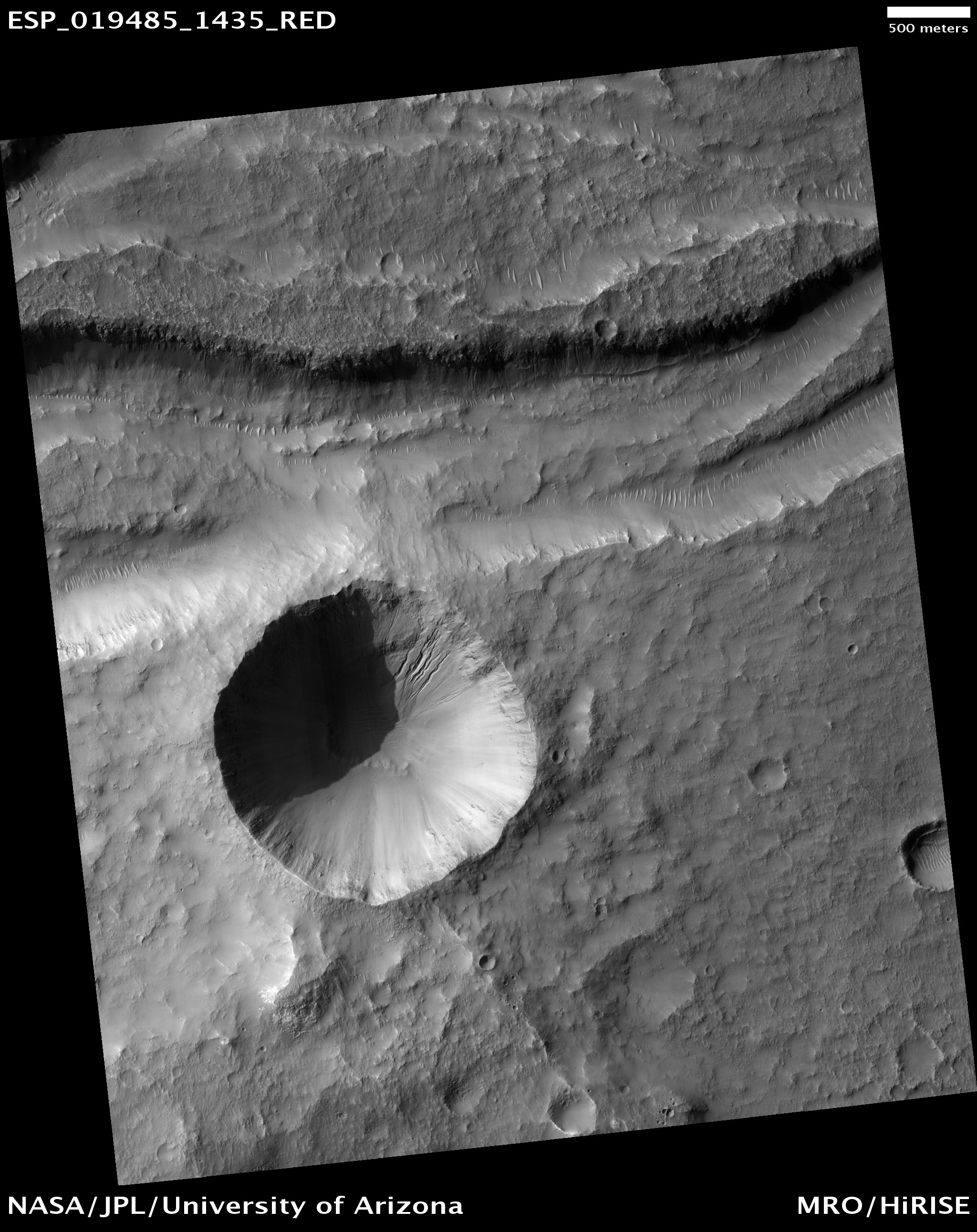
Ravinas em uma fossa e uma cratera próxima, visto pela HiRISE sob o programa HiWish. A escala é de 1:500 m.
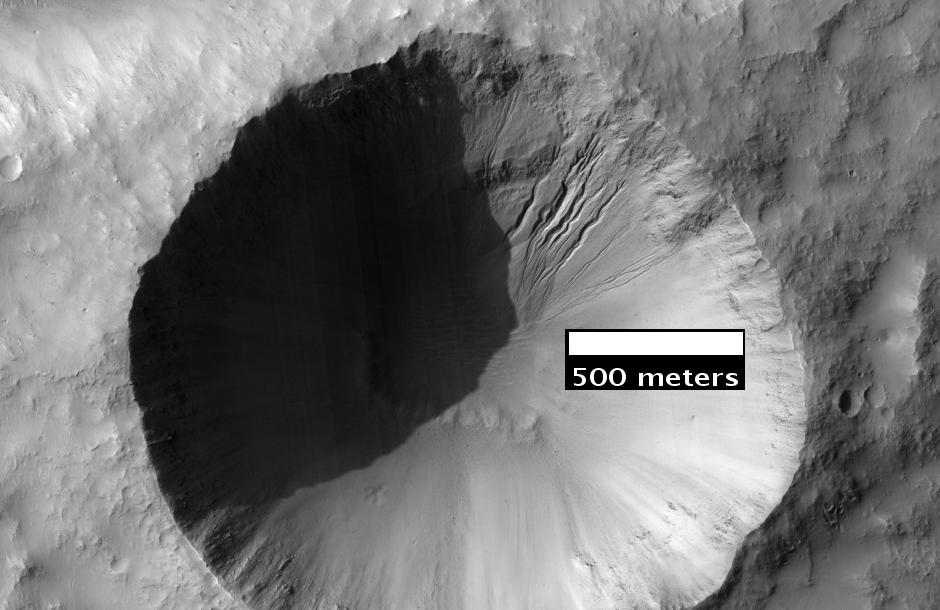
Imagem aproximada de ravinas em uma cratera, visto pela HiRISE, sob o programa HiWish.